# Logiciel de gestion de projets
 (janvier 2017).
Les logiciels de gestion de projets sont des logiciels ayant pour objectif de faciliter le travail de gestion de projet. Le travail des logiciels de gestion de projet est généralement d'automatiser des tâches de sauvegarde et/ou de la gestion du temps. Par exemple, les systèmes de gestion de versions, ou les systèmes de gestion de configuration enregistrent différents états d'un projet et gardent une trace de la date de modification.

## Principales fonctions
Une part importante des logiciels de gestion de projet s'occupent de la planification des projets, c'est-à-dire de l'ordonnancement de tâches en vue de leur réalisation future. Plusieurs méthodes sont utilisées pour ordonnancer les tâches dont :
- la méthode PERT avec la détermination du chemin critique. Cette méthode n'est plus utilisée de nos jours par les éditeurs de logiciels de planification. La méthode PERT est une méthode de type AOA (Activity On Arcs)
- la méthode PDM (Precedence Diagram Method). Cette méthode est du type AON (Activity On Nodes)[1]. La méthode PDM est utilisée par la plupart des logiciels de planification de projets.
- la méthode de la chaîne critique
- les méthodes d'ordonnancement basées sur l'emplacement (pour les travaux dont la productivité chute fortement en cas de coactivité dans une zone)

Une alternative à ces méthodes classiques existe depuis quelques années : certains logiciels de gestion de projet s'attachent plutôt au suivi des résultats (pilotage par les livrables), afin d'identifier en amont les risques de dérapages (dépassement de budget, de délais...), de manière à sécuriser les projets. Les méthodes utilisées sont principalement:
- Le suivi opérationnel (à l'aide d'un tableau de bord permettant de comparer l'avancement réel du projet par rapport aux prévisions);
- Des outils permettant de "zoomer" pour approfondir l'analyse des données;
- L'automatisation des reporting, disponibles en temps réel ;
- Le partage de l'information entre les collaborateurs, permettant une meilleure synchronisation des acteurs.

## Mode de diffusion
Ces logiciels sont disponibles sous l'une des formes suivantes :  
- application installée sur un poste de travail individuel et utilisée comme un outil de productivité individuelle;
- application installée sur un serveur d'entreprise pour permettre un usage collaboratif;
- applications en ligne sur Internet et proposées par un prestataire comme un service; On parle alors de logiciel en tant que service, ou « Software As A Service (SaaS) »  en anglais.

## Liste non exhaustive de logiciels
| Logiciel                  | Logiciel collaboratif | Système de suivi de problèmes | Planification | Gestion de portefeuille de projets | Gestion de Ressources | Pilotage par les livrables | Gestion électronique des documents | Accessible en ligne | Licence                       | Éditeur               |
| ------------------------- | --------------------- | ----------------------------- | ------------- | ---------------------------------- | --------------------- | -------------------------- | ---------------------------------- | ------------------- | ----------------------------- | --------------------- |
| Atemis                    | Oui                   | Oui                           | Oui           | Oui                                | Oui                   | Oui                        | Oui                                | Oui                 | Propriétaire SAAS             | Aurea                 |
| AtikTeam                  | Oui                   | Oui                           | Oui           | Oui                                | Oui                   | Oui                        | Oui                                | Oui                 | Propriétaire SAAS             | Demotera              |
| Azendoo                   | Oui                   | Oui                           | Oui           | Oui                                | Oui                   | N/A                        | Oui                                | Oui                 | Propriétaire SAAS             | Azendoo               |
| Basecamp                  | Oui                   | Non                           | Non           | Non                                | Oui                   | Non                        | Oui                                | Oui                 | Propriétaire                  | 37signals             |
| Bubble Plan               | Oui                   | Oui                           | Oui           | Oui                                | Oui                   | Non                        | Non                                | Oui                 | Propriétaire SAAS             | Bubble Plan           |
| Celoxis                   | Oui                   | Oui                           | Oui           | Oui                                | Oui                   | Oui                        | Oui                                | Oui                 | Propriétaire SAAS             | Celoxis               |
| Clarizen                  | Oui                   | Oui                           | Oui           | Oui                                | Oui                   | NC                         | Oui                                | Oui                 | Propriétaire                  | Clarizen              |
| Collabtive                | Oui                   | Non                           | Oui           | Oui                                | Non                   | Non                        | Oui                                | Oui                 | Libre                         | -                     |
| Delta Monitoring          | Oui                   | Oui                           | Oui           | Oui                                | Oui                   | Oui                        | Oui                                | Oui                 | Propriétaire SAAS             | Deltagis inc.         |
| Dolibarr ERP/CRM          | Oui                   | Non                           | Non           | Oui                                | Oui                   | NC                         | Oui                                | Oui                 | Libre                         | -                     |
| eGroupWare                | Oui                   | Oui                           | Non           | Oui                                | Oui                   | NC                         | Oui                                | Oui                 | Libre                         | -                     |
| Exact Online              | Oui                   | Non                           | Oui           | Oui                                | Oui                   | Oui                        | Oui                                | Oui                 | Propriétaire SAAS             | exact                 |
| eXo Platform              | Oui                   | Oui                           | Oui           | Oui                                | Non                   | Non                        | Oui                                | Oui                 | Libre                         | eXo                   |
| Eylean Board              | Oui                   | Non                           | Oui           | Non                                | Non                   | Non                        | Non                                | Non                 | Propriétaire / Libre          | Eylean                |
| SUCCESS                   | Oui                   | Oui                           | Oui           | Oui                                | Oui                   | Oui                        | Oui                                | Oui                 | Propriétaire                  | OM Consulting         |
| GanttProject              | Non                   | Non                           | Oui           | Non                                | Oui                   | NC                         | Non                                | Oui                 | Libre                         | -                     |
| Genius Project (en)       | Oui                   | Oui                           | Oui           | Oui                                | Oui                   | Oui                        | Oui                                | Oui                 | Propriétaire SaaS Lotus Notes | Genius Inside         |
| Gouti                     | Oui                   | Oui                           | Oui           | Oui                                | Oui                   | Oui                        | Oui                                | Oui                 | Propriétaire SaaS             | CG Project Management |
| intra'know                | Oui                   | Oui                           | Oui           | Oui                                | Oui                   | Non                        | Oui                                | Oui                 | Propriétaire SaaS             | Yieloo                |
| JIRA                      | Oui                   | Oui                           | Non           | Non                                | Non                   | NC                         | Non                                | Oui                 | Propriétaire                  | Atlassian             |
| Kiwili                    | Oui                   | Non                           | Oui           | Oui                                | Oui                   | Oui                        | Oui                                | Oui                 | Propriétaire SaaS             | Kiwili                |
| Launchpad                 | Oui                   | Oui                           | Non           | Oui                                | Non                   | NC                         | Non                                | Oui                 | Libre                         | Canonical             |
| maestroPROJET             | Oui                   | Oui                           | Oui           | Oui                                | Oui                   | Oui                        | Oui                                | Oui                 | Propriétaire SaaS             | Ergosum               |
| Mantis Bug Tracker        | Oui                   | Oui                           | Oui           | Non                                | Non                   | NC                         | Oui                                | Oui                 | Libre                         | -                     |
| Microsoft Project         | Non                   | Non                           | Oui           | Non                                | Oui                   | Non                        | Non                                | Non                 | Propriétaire                  | Microsoft             |
| MyWorkPLAN                | Oui                   | Oui                           | Oui           | Oui                                | Oui                   | NC                         | Oui                                | Non                 | Propriétaire                  | Sescoi                |
| Nutcache                  | Oui                   | Oui                           | Oui           | Oui                                | Oui                   | Oui                        | Oui                                | Oui                 | Propriétaire SAAS             | ?                     |
| OnlyOffice                | Oui                   | Oui                           | Oui           | Oui                                | Non                   | Non                        | Oui                                | Oui                 | Libre                         | Ascensio System SIA   |
| Open Workbench            | Non                   | Non                           | Oui           | Non                                | Oui                   | NC                         | Non                                | Non                 | Propriétaire / Libre          | CA Technologies       |
| ProjectLibre              | Non                   | Non                           | Oui           | Non                                | Oui                   | NC                         | Non                                | Non                 | Libre                         | -                     |
| phpGroupWare              | Oui                   | Oui                           | Non           | Oui                                |                       |                            | Oui                                | Oui                 | Libre                         | -                     |
| Plan                      | Non                   | Non                           | Non           | Non                                | Oui                   | NC                         | Non                                | Non                 | Libre                         | -                     |
| Primavera Project Planner | Oui                   | Oui                           | Oui           | Oui                                | Oui                   |                            | Oui                                | Oui                 | Propriétaire                  | Oracle                |
| Redmine                   | Oui                   | Oui                           | Oui           | Oui                                | Non                   |                            | Oui                                | Oui                 | Libre                         | -                     |
| SAP PS                    | Oui                   | Non                           | Oui           | Non                                | Oui                   | Oui                        | Oui                                | Non                 | Propriétaire                  | SAP                   |
| Sciforma                  | Oui                   | Oui                           | Oui           | Oui                                | Oui                   |                            | Oui                                | Oui                 | Propriétaire                  | Sciforma              |
| Slack                     | Oui                   |                               |               |                                    |                       |                            |                                    | Oui                 | Propriétaire SAAS             | Slack                 |
| SOPlanning                | Oui                   | Non                           | Oui           | Oui                                | Oui                   | Non                        | Non                                | Oui                 | Libre                         | -                     |
| TaskJuggler               | Oui                   | Non                           | Oui           | Non                                | Oui                   |                            | Non                                | Non                 | Libre                         | -                     |
| Trac                      | Oui                   | Oui                           | Non           | Non                                | Non                   |                            | Non                                | Oui                 | Libre                         | -                     |
| Trello                    | Oui                   | Oui                           | Non           | Oui                                | Oui                   | Non                        | Non                                | Oui                 | Propriétaire Saas             | Atlassian             |
| Tuleap                    | Oui                   | Oui                           | Oui           | Oui                                | Non                   | Oui                        | Oui                                | Oui                 | Libre                         | Enalean               |
| Wimi                      | Oui                   | Non                           | Oui           | Oui                                | Oui                   | Non                        | Oui                                | Oui                 | Propriétaire SAAS             | Wimi                  |
| WorkPLAN Enterprise       | Oui                   | Non                           | Oui           | Oui                                | Oui                   |                            | Oui                                | Non                 | Propriétaire                  | Sescoi                |
| Wrike                     | Oui                   | Oui                           | Oui           | Oui                                | Oui                   | Non                        | Oui                                | Oui                 | Propriétaire SAAS             | Wrike                 |
| Zoho Projects             | Oui                   | Oui                           | Non           | Non                                | Oui                   |                            | Oui                                | Oui                 |                               | Zoho Corporation      |
| Visual Planning           | Oui                   | Oui                           | Oui           | Non                                | Oui                   | Oui                        | Oui                                | Oui                 | Propriétaire SAAS             | Stilog IST            |
| VisualProjet              | Oui                   | Oui                           | Oui           | Oui                                | Oui                   | Oui                        | Oui                                | Oui                 | Propriétaire                  | IBU-Soft              |
| z0 Gravity                | Oui                   | Oui                           | Oui           | Oui                                | Oui                   | Oui                        | Oui                                | Oui                 | Propriétaire SAAS             | GlobalSi              |
| Logiciel                  | Logiciel collaboratif | Système de suivi de problèmes | Planification | Gestion de portefeuille de projets | Gestion de Ressources | Pilotage par les livrables | Gestion électronique des documents | Accessible en ligne | Licence                       |                       |